# Rhacophorus gauni
Espèce
Synonymes
- Philautus gauni Inger, 1966

Statut de conservation UICN

 LC  : Préoccupation mineure
Rhacophorus gauni est une espèce d'amphibiens de la famille des Rhacophoridae.

## Répartition et habitat
Cette espèce est endémique du nord de Bornéo. Elle se rencontre entre 750 et 980 m d'altitude :
- en Malaisie orientale dans les États du Sabah et du Sarawak ;
- en Indonésie au Kalimantan ;
- au Brunei.

Elle vit dans les forêts vallonnées primaires et secondaires. On la trouve dans la végétation bordant les petits cours d'eau.

## Description
Rhacophorus gauni mesure de 25 à 30 mm pour les mâles et de 35 à 39 mm pour les femelles. Son dos est gris clair avec de larges taches sombres.

## Étymologie
Cette espèce est nommée en l'honneur de Gaun Sureng.

## Publication originale
- Inger, 1966 : The systematics and zoogeography of the amphibia of Borneo. Fieldiana, Zoology, vol. 52, p. 1–402 (texte intégral).